# NGC 6177
NGC 6177 est une vaste galaxie spirale barrée relativement éloignée et située dans la constellation d'Hercule. Sa vitesse par rapport au fond diffus cosmologique est de 9 310 ± 4 km/s, ce qui correspond à une distance de Hubble de 137,3 ± 9,6 Mpc (∼448 millions d'al). NGC 6177 a été découverte par l'astronome germano-britannique William Herschel en 1791.
La classe de luminosité de NGC 6177 est II et elle présente une large raie HI. Selon la base de données Simbad, NGC 6177 est une galaxie LINER, c'est-à-dire une galaxie dont le noyau présente un spectre d'émission caractérisé par de larges raies d'atomes faiblement ionisés.
En raison d'une brillance de surface égale à 14,37 mag/am2, on peut qualifier NGC 6177 de galaxie à faible brillance de surface (LSB en anglais pour low surface brightness). Les galaxies LSB sont des galaxies diffuses (D) avec une brillance de surface inférieure de moins d'une magnitude à celle du ciel nocturne ambiant.
À ce jour, quatre mesures non basées sur le décalage vers le rouge (redshift) donnent une distance de 139,250 ± 15,370 Mpc (∼454 millions d'al), ce qui est à l'intérieur des valeurs de la distance de Hubble.